# Aglaofont
Aglaofont (en grec antic: Ἀγλαοφῶν, llatí: Aglaophon) fou un pintor de l'antiga Grècia nascut a l'illa de Tasos que va viure cap al tombant del segle vi aC al segle v aC. Va ser pare i mestre de Polignot i d'Aristofont, dos dels grans pintors de la Grècia clàssica.
Hi ha un cert desconcert entorn de les dates d'Aglaofont. Plini el Vell diu que va florir cap a la 90a Olimpíada (420 aC), i certament Ateneu de Nàucratis esmenta dues pintures seves: una d'Olímpia i Pítia, personificacions que presidien els Jocs Olímpics i els Jocs Pítics, coronant Alcibíades; i una altra de Nèmea, que presidia els Jocs Nemeus, que sostenia Alcibíades. La referència a Alcibíades encaixa amb la data de la 90a Olimpíada, però no pas amb el fet que fos fill de Polignot, que va florir uns anys abans d'aquesta data. Així, uns han deduït que hi va haver dos Aglaofonts: el pare de Polignot i Aristofont, probablement del segle vi aC, i el seu net, fill d'un dels seus dos fills, autor de les pintures d'Alcibíades. D'altres, en canvi, recolzant-se en el fet que Plutarc (Vida d'Alcibíades, 16.5) cita una de les dues pintures com a obra d'Aristofont, pensen que solament hi ha un Aglaofont, i que les pintures citades serien obra del seu fill Aristofont.
Quintilià elogia les seves pintures, i diu que es distingien per la simplicitat dels colors, a més de per la seva antiguitat. També es diu que Aglaofont va ser el primer que va representar Victòria amb ales. En donen també notícia Plató, Dió Crisòstom i Claudi Elià, a més de la Suda i Foci.